# Третья осада Месолонгиона
Третья осада Мессолонги (греч. Τρίτη Πολιορκία του Μεσσολογίου) — одно из основных событий Освободительной войны Греции 1821—1829 годов и одновременно одна из самых героических её страниц, осада турецкими войсками греческого города Месолонгиона в период с 15 апреля 1825 года по 10 апреля 1826 года.

## Месолонгион
Мессолонги расположен на западе Средней Греции, в устье реки Ахелоос, которая в своём впадении в Ионическое море образует полупресную мелководную лагуну длиной в 27 км и шириной в 14 км. Греки именуют её лимно-таласса (озеро-море), сродни южно-русскому (греческого корня) лиман. В самой лагуне расположена дюжина островков и рыбацкий городок Этолико. В Греции десятки мощных крепостей, но этому городку с его низкой стенкой, которую сами защитники, шутя, называли «коровьим загоном», было суждено в годы Освободительной войны затмить славу всех остальных крепостей.

## Предыстория
С началом Греческой революции в марте 1821 года Мессолонги стал её основным центром на западе Средней Греции. В декабре 1822 года османские силы не сумели взять город. Турки не смогли взять город и во время кратковременной осады в сентябре — октябре 1823 года.
Сразу после Второй осады в город прибыл лорд Байрон, который и умер в Месолонгионе в апреле 1824 года. Часто ошибочно пишется, что Байрон принимал участие в защите города от турок. В действительности, Байрон не мог принимать участие в обороне города ни при Второй, ни при Третьей осаде, но его вклад в дело Греческой революции и в укреплении порядка и обороны города огромен. Своей смертью Байрон приковал внимание к этому городу ещё до начала Третьей осады.

## КютахьяРешид Мехмед-паша
Мехмет Решид паша происходил из христианской (его отец был священником) грузинской семьи. Обращённый в детстве турками в рабство, снискал признание султана и, сделав головокружительную карьеру, был назначен правителем малоазийского города Кютахья. Имя это города и закрепилось за ним.
19 января 1825 года 45-летний Кютахья отправился из города Лариса (Фессалия), где он был на тот момент правителем, в город Янина (Эпир) для организации экспедиции в западную часть Средней Греции. В конце марта Кютахья выступил из города Арта к Месолонгиону во главе армии из 35 тысяч турок и албанцев и 3 тысяч рабочих, согнанных со всех Балкан. 11 апреля авангард Кютахьи встал напротив Этолико, а затем 15 апреля разбил лагерь в оливковой роще Месолонгиона.
16 апреля состоялась первая стычка осажденных с турками. 20 апреля прибывают основные силы турок во главе с самим Кютахья. Турки, роя зигзагообразные траншеи, подошли на расстоянии 130 метров к бастиону, носившему имя Фереоса Ригаса. 12 мая турки строят бастион всего в 40 метрах от стен города.
Турки непрерывно ведут артиллерийский обстрел города. Жители, включая женщин и детей, восстанавливают разрушенные участки стены и строят ещё два бастиона, которым инженер Михаил Коккинис дал имя венгерского революционера генерала Имре Тёкёли и немецкого филэллина генерала Норман-Эренфельса.

## Флот
13 мая из Константинополя вышел османский флот под командованием Хосрефа-паши с провиантом для армии Кютахьи и с задачей блокировать Мессолонгион с моря. Флот насчитывал 4 фрегата, 10 корветов, 38 бригов и 8 транспортов под австрийским и сардинским флагами. Хосреф помнил свои поражения в 1824 году (в битве при Самосе и сражении при Геронтасе) и пытался избежать встречи с греческим флотом, но 2-я эскадра греческого флота в составе 10 кораблей под командованием Георгиоса Сахтуриса, 10 судов под командованием Коландруцоса и 9 судов под командованием Николиса Апостолиса) встретили Хосрефа 20 мая в проливе Каво д’Оро между островами Андрос и Эвбея. Брандеры капитанов Матрозоса, Мусу и Бутиса сожгли 1 фрегат и 1 корвет. Турецкий флот разбежался. 5 транспортов под австрийским флагом с боеприпасами и сапёрным оборудованием были захвачены.
Но турецкий флот не был разгромлен, и корабли Хосрефа со временем собрались в заливе Суда на острове Крит.

## Холм соединения

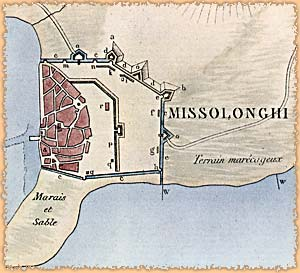
Карта укреплений Месолонгиона.

К концу мая часть бастиона, носившего имя Маркоса Боцариса, была разрушена артиллерийским огнём. 28 мая турки атакуют Месолонгион, но защитники выходят за стены и одерживают победу. 29 мая к Месолонгиону подошла маленькая эскадра греческого флота под командованием капитана Негаса и прорвала морскую блокаду, установленную турецкой флотилией, которая базировалась напротив, в городе Патры.
30 мая турки, согнав тысячи христиан-пленников, начали строить грунтовый холм, который инженер Коккинис назвал Высотой соединения. 6 июня турки находят источник, из которого осаждённые доставали воду, и перекрывают его. В ночь с 7 на 8 июня, турки пытаются неожиданной атакой взять островок Мармару в лагуне, но греки отбивают атаку. Холм соединения продвигается. 13 по 15 июня в город входят Рангос, Контояннис и Вейкос со своими отрядами и усиливают гарнизон. К середине июня траншеи турок подошли ко рву у стены города. Турки и осаждённые ведут разговоры и обмениваются «любезностями».
19 июня ядро попадает в здание типографии, где швейцарец Иоганн Якоб Мейер издавал газету «Эллиника Хроника» (Греческие хроники). 20 июня осаждённые совершают внезапную вылазку и наносят туркам большие потери. Захвачено 7 знамён, но в этой вылазке погиб молодой итальянский филэллин, инженер Раджьери. 22 июня в город входит со своим отрядом Георгакис Кицос и принимает один из самых опасных бастионов — Лунета.
23 июня осаждённые обнаружили новый источник воды.
28 июня флот Хосрефа встал за лагуной. Кютахья получил своё снабжение, а город оказался блокированным с суши и моря.

## Война саперов и плоскодонок
2 июля турки взрывают свой первый подкоп под Большим бастионом, но отступают под градом камней. В этом камнеметании участвуют и дети. 3 июля турки начинают засыпать ров вокруг стены.
8 июля Хосреф посылает шлюпки, вооруженные пушками, в лагуну и захватывает островок Прокопанисто. 9 июля осаждённые также вооружают пушками шлюпки, чтобы противостоять флотилии Хосрефа. Флотилии сошлись в бою на следующий день, но без победителей. У осаждённых всё меньше продовольствия, но они отклоняют предложение турок о сдаче. 12 июля турецкая флотилия шлюпок обстреливает Мессолонги из пушек, и в тот же день «Эллиника Хроника» временно прекращает издание.
К середине июля турки строят бастионы в нескольких метрах от греческих и готовятся к взятию города. Осаждённые круглосуточно роют траншеи и строят бастионы. Большинство пушек осаждённых замолкли из-за нехватки пороха.
16 июля турки взрывают подкоп под центральным бастионом и захватывают его, но осаждённые контратакой изгоняют их. Смертельно ранен военачальник Риниасас.
18 июля Кютахья посылает письмо осаждённым и предлагает сдачу на «благоприятных условиях», но осаждённые отвечают, что Мессолонги можно взять только оружием.
21 июля турки предпринимают генеральный штурм. Им удаётся взять несколько бастионов и зайти за стену, но осаждённые изгоняют их с большими потерями.
23 июля греческий флот под командованием Миаулиса Андреаса-Вокоса, Коландруцоса и Сахтуриса прорывает морскую блокаду, установленную Хосрефом, топит один и захватывает второй турецкий корабль и, главное, снабжает осаждённых продовольствием и боеприпасами. 25 июля вооружённые шлюпки греческого флота уничтожают шлюпки-канонерки Хосрефа в лагуне.
В ночь с 25 на 26 июля была совершена одновременная атака осаждённых и отрядов снаружи под командованием Караискакиса и Кицоса Тзавеласа на лагерь Кютахьи. Турки понесли большие потери. 28 июля Миаулис высаживается в городе и осматривает бастионы под артиллерийские салюты осаждённых в честь флота. На следующий день вновь выходит «Эллиника Хроника». 30 июля греческий флот уходит из Мессолонги.
4 августа во временной столице, городе Нафплион, празднуют победы на суше и на море в Мессолонги. Полизоидис в своей речи называет Мессолонгу «Священным городом». 7 августа по просьбе осажденных Караискакис отдаёт для усиления гарнизона 1450 бойцов под командованием Тзавеласа, Валтиноса и Фотомараса. Силы осаждённых достигают 3 тыс. человек.
В первой декаде августа Кютахья после неудачных попыток взять город штурмом концентрирует всё своё внимание на грунтовом Холме соединения. В середине августа осаждённые под руководством сапера П. Сотиропулоса умудряются подворовывать грунт с холма. 19 августа осаждённые взрывают подкоп под холмом, а затем совершают вылазку и разбрасывают грунт. 22 августа Сотиропулос взрывает подкоп под траншеями турок.
В конце августа в город прибывает известный сапёр Костас Хормовитис. 9 сентября Хормовитис взрывает подкоп под позицией турок, и осаждённые после контратаки снова разбрасывают холм. Многие албанские военачальники, потеряв всякую надежду на взятие города, забирают свои отряды и уходят.
13 сентября осаждённые снова просят у Караискакиса подкрепления, и тот посылает 300 бойцов под командованием Хадзипетроса, Ставроса, Сиалимаса и Пациса.
В середине сентября Караискакис уничтожает в Маниани обоз, направлявшийся к Кютахья. Бриг «Паламиди» капитана Лалехоса прорывается сквозь блокаду и снабжает осаждённых. Серьёзный удар Кютахьи наносит Караискакис, уничтожив его базу снабжения в городе Амфилохия.
1 октября осаждённые взрывают очередной подкоп под Холмом соединения и одновременно совершают вылазку и наносят урон, возвращаясь с трофеями.
С 5 на 6 октября Кютахья оставляет позиции у стены, занимает более отдалённые позиции и переходит к пассивной осаде. К середине октября в лагере турок растёт число групповых дезертирств. Кютахья отдаёт приказ, чтобы построили его могилу, как знак того, что, чтобы ни случилось, он останется здесь умереть. Одновременно султан, видя что экспедиция Кютахьи после 6 месяцев осады зашла в тупик, был вынужден просить у правителя Египта, Мухаммеда Али, чтобы тот дал приказ своему (приёмному) сыну Ибрагиму идти к Мессолонги.
21 октября газета «Эллиника Хроника» печатает впервые Гимн Свободе поэта Дионисиоса Соломоса, первые четверостишия которого через несколько десятилетий станут Национальным Гимном Греции.

## Ибрагим
24 октября в Наваринский залив прибывает мощный турецко-египетский флот из 135 кораблей, из которых 79 боевых, один из них паровой. Это был первый пароход, появившийся в греческих водах. На борту кораблей прибыли египетские подкрепления: 8 тысяч регулярных солдат, 800 иррегулярных и 1200 кавалеристов.
К концу октября жители Мессолонги, считая что опасность уже прошла, возвращают свои семьи с находящегося под британским контролем острова Каламос, чем усугубляют продовольственную ситуацию в городе. С другой стороны, греческие политики, погрязшие в междоусобице, не оказывают городу никакой помощи. Как писал француз Фабре в своей «Истории об осаде Мессолонги», изданной в Париже в 1827 году:

«если бы только 6 тысяч солдат оказали содействие защитникам города, то и осада была бы снята, и армия Ибрагима была бы разбита».
1 ноября у местечка Ласпи, Караискакис уничтожил Делибаши (командира дикой кавалерии), правителя болгарской Софии, татар-агу (главного почтальона) и всё их сопровождение. И как награду за это, Маврокордато, всегда враждебно относившийся к Караискакису, отнимает у него командование силами Западной Греции и отдает командование военачальнику Костасу Боцарису.
Тем временем, 6 ноября, турецко-египетский флот (114 кораблей) подходит к Мессолонге. 8 ноября Ибрагим выступает из Триполи, по пути сжигает города Пиргос и Гастуни. 11 ноября входит в город Андравида и подходит к Патрам, крепость которых оставалась в руках турок. 13 ноября греческий флот подходит к Мессолонге. Происходят несколько морских сражений без победителей между островом Закинф и мысом Папа. 23 ноября греческий флот снабжает Мессолонги небольшим количеством продовольствия и 30 ноября уходит, а турецко-египетский флот остается, блокируя Мессолонгу с моря.
12 декабря египетские войска высаживаются в Крионери, к юго-востоку от Мессолонги. На следующий день египетский авангард во главе с французскими офицерами подошёл к Мессолонге. 26 декабря к Мессолонге подошёл сам Ибрагим и разбил палатку возле палатки Кютахьи. Новый 1826 год Мессолонга встречает тесно блокированной с суши и с моря объединёнными армиями и флотами Османской империи и вассального Египта.

## Второй этап осады
В начале января в город сумели войти последние подкрепления — 600 бойцов под командованием Зерваса и Куцоникаса.
7 — 9 января греческой флотилии (19 кораблей и брандеров) удаётся прорвать морскую блокаду и снабдить город в последний раз. Миаулис предлагает забрать женщин и детей, чтобы облегчить продовольственную ситуацию, но гарнизон не хочет расставаться с семьями, тем более, что никто не берёт на себя заботу о семьях. 15 января брандер капитана Политиса сжигает на рейде Мессолонги турецкий корвет. В тот же день капитан английского корвета «Rose» передал осаждённым предложение Хосрефа о сдаче, но гарнизон отклонил предложение. 16 января греческий флот сразился с турецко-египетским в Коринфском заливе. Турки впервые использовали брандеры, но управляли ими с такой опаской и нерешительностью, что грекам удалось захватить один из брандеров.
Выгрузив все остатки и свои запасы продовольствия, 25 января греческий флот ушёл. 12 февраля 12 турецких кораблей входят в лагуну и становятся у островка Василади.
14 февраля 40 орудий Ибрагима, которыми командуют бывшие наполеоновские артиллеристы, обстреливают непрерывно город, и в тот же день ещё 20 турецких кораблей встали в лагуне. В течение трех дней, с 12 по 15 февраля, турки выпустили по городу 8570 ядер. 15 февраля турки находятся в 100 шагах от стены города, и в ночь с 15 на 16 февраля турки предпринимают внезапную атаку на Большой бастион, но созданный осаждёнными «Резерв» в 250 бойцов под командованием Кицоса Тзавеласа отбивает эту атаку. Более того, осаждённые предпринимают генеральную контратаку, и Ибрагиму пришлось мобилизовать всю свою армию, чтобы вернуть осаждённых за стены.
16 февраля 32 вооружённые шлюпки турок блокируют Мессолонги ещё более плотно. 20 февраля выходит последний выпуск «Эллиника Хроника».
Было очевидно, что основной задачей турок было захватить островки в лагуне, прикрывающие Мессолонги. 25 февраля турки запускают в лагуну новую флотилию шлюпок и плоскодонок, вооружённых пушками. Пароход буксировал целый конвой плотов с пушками. В лагуне образовалась турецкая флотилия, насчитывающая 75 вооружённых плавсредств. 26 февраля турки трижды атакуют и наконец берут островок Василади — основной бастион, прикрывающий Мессолонги с моря.
28 февраля пришёл черёд островка Долмас, прикрывавшего рыбацкое село Этоликон. Долмас находился всего в 20 м от берега, где турки установили 8 батарей и начали его обстрел. Одновременно турецкая флотилия окружила островок и также участвовала в обстреле. Повстанцы предприняли атаку с целью облегчить оборону островка с криками «лови офицеров-франков» (европейцев). Ибрагим и Кютахья были вынуждены мобилизовать все свои силы, чтобы осаждённые вернулись за стены. Турки потеряли в этой греческой контратаке 500 солдат. Но немногочисленные защитники островка и их командир Лиакатас погибли, сражаясь до конца. После падения островка Долмас рыбаки Этоликона заключили сепаратный мир и сдались 1 марта.
Согласно издателю «Эллиника Хроника», швейцарцу Майеру, с 12 февраля по 1 марта турки выпустили по городу 17 тысяч ядер.
8 марта Ибрагим предлагает осаждённым оставить город, сдав перед этим своё оружие, но осаждённые с негодованием отклонили условие сдачи оружия.

## Голод
13 марта Ибрагим делает новые предложения осаждённым. В ответ повстанцы требуют свободного выхода при оружии, а жителей со своими ценностями. Ибрагим не принимает эти условия.
К середине марта голод вынуждает осаждённых забить и съесть всех мулов и ослов, находившихся в городе, но их хватило только на 3 дня. С 20 марта в Мессолонге уже поедают сначала кошек, затем собак, потом мышей. Когда заканчиваются и они, переходят на водоросли, которые приходится варить 5 раз, чтобы уменьшить горечь. 22 марта Ибрагим и Кютахья в своем письме требуют, чтобы жители оставались в городе, а защитники сдали оружие. Гарнизон отклоняет их требования. 23 марта уже были отмечены первые случаи каннибализма. Родственники поедали своих умерших.

## Клисова

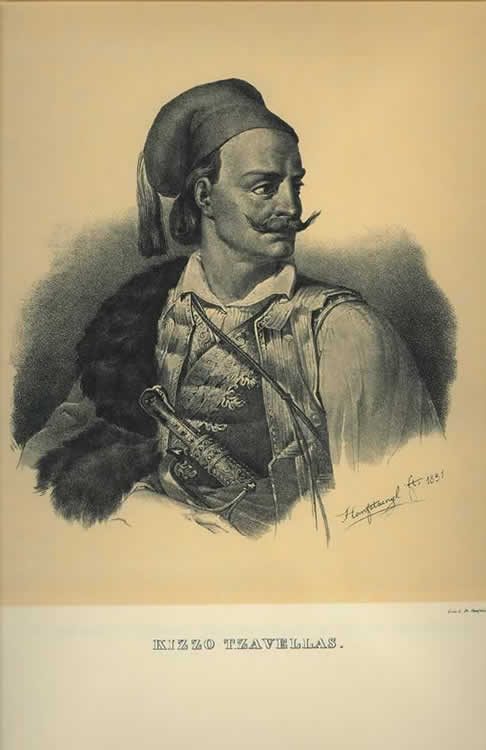
Кицос Тзавелас

Клисова, находившийся юго-восточнее Мессолонги, был единственным островком, который ещё оставался в греческих руках. С него осаждённые, хоть и с трудом, поддерживали кое-какую связь с внешним миром через неизвестный туркам рукав. На островке располагались Хадзипетрос с 70 бойцами и сапёрами Панайотиса Сотиропулоса с 26 бойцами. Хадзипетрос был болен и отлёживался в Мессолонге, и командование осталось за Сотиропулосом. Вечером 24 марта здесь находились ещё 35 бойцов в надежде рыбалкой утолить голод. В общей сложности в Клисове располагался 131 боец. Всё укрепление островка состояло из церквушки и её ограды.
Утром сквозь туман из Мессолонги было видно, что турецкие флотилии окружают островок. Одновременно через мелководье турецкая кавалерия пытается достичь островка с берега. Кицос Тзавелас и ещё 8 бойцов успевают прибыть на островок на плоскодонках до прибытия турок. Прибытие военачальника вселило уверенность в защитников. Атакой с востока командовал сам Кютахья. Турки, передвигаясь по пояс в воде, в течение 2 часов дважды подходили к островку и дважды отступали. Лагуна покрылась плавающими трупами.
К 9 часам турки высадились на островке, но ранение Кютахьи внесло панику, и Кютахья, сопровождаемый 500 солдатами, выбрался на берег. Осаждённые воспользовались моментом и послали плоскодонку за боеприпасами. Плоскодонка прошла сквозь флотилию и вернулась с боеприпасами, потеряв троих из четверых своих гребцов (правильнее шестовиков). К этому времени турки и албанцы Кютахьи потеряли убитыми около 1 тысячи человек.
В полдень за Клисову взялся Ибрагим. 3 египетских полка, со знаменами и барабанами, выстроились на берегу. Египтяне полезли в шлюпки и в воду. Атаку возглавлял зять Ибрагима — Хусейн-бей. Атаки были непрерывными, и к 17:30 шлюпки и плавающие трупы образовали сплошную зону. В 18:00 Хусейн-бей выбрался на шлюпке на островок, и подгонял своих солдат саблей, но был смертельно ранен бойцом по фамилии Сфикас, ещё почти ребёнком. Последовала паника среди египтян и немедленная контратака защитников островка. В дело подключился и Резерв. Все жители города, располагавшие плоскодонкоми, бросились к островку, и всю ночь добивали египтян в воде. Согласно историку и участнику обороны Мессолонги Николаосу Касомулису, турки потеряли в этом бою 2500 человек убитыми. 2 тысячи ружей и другое оружие попали в руки осаждённых. Если бы в городе оставалось продовольствие, эта греческая победа могла бы стать решающей.

## Последняя попытка флота
1 апреля у острова Кефалиния сошлись 22 греческих брига, 2 голета и 5 брандеров. С этими силами 2 апреля Миаулис дал непродолжительное сражение у мыса Папа с турецко-египетским флотом (48 линейных кораблей), пытаясь прорвать блокаду.
В ночь с 2 на 3 апреля Миаулис попытался доставить снабжение шлюпками через лагуну, но опять без успеха. 4 апреля Миаулис заявил комитету из гарнизона, что нет никакой возможности снабдить город продовольствием.

## Подготовка прорыва
После неудачной попытки греческого флота прорвать блокаду, 4 апреля турки вновь обратились к осаждённым с предложением о сдаче. Осаждённые отклонили и это предложение. 9 апреля военачальники и епископ Иосиф (Рогон) собираются в доме Тзавеласа и согласовывают детали прорыва. Все военачальники придерживались мнения, что если бойцы смешаются с гражданским населением, никто из прорыва живым не выйдет. На отдельный прорыв семей не было никаких надежд. Зная, какая участь уготована турками для женщин и детей, военачальники, опустив головы, единогласно уже приняли решение перебить детей и женщин, когда поднялся епископ: «Во имя Святой Троицы… я вам оставляю проклятие Бога и Богородицы…» После этого епископ сел и заплакал. Тогда было принято решение, что гражданское население образует отдельную колонну, которую кроме вооружённых родственников будут сопровождать 200 бойцов. Матерям было дано указание дать младенцам наркотик (афьон), чтобы они не плакали. 300 больным и 300 раненным были предоставлена вода и боеприпасы для их последнего боя. Прорыв было запланировано произвести тремя колоннами и в 3-х местах: через бастионы Лунета и Ригас (колонны бойцов) и через бастион Монталамбер (колонна гражданских — поскольку сразу за этим бастионом начинались топи, где у населения были шансы скрыться).
Самый большой пороховой погреб в городе взял на себя старик Капсалис, который с вечера ходил по улочкам города, объявляя «если есть больные и старые, желающие для себя быстрой и достойной смерти, приходите ночью к пороховому складу».

## Эксодос

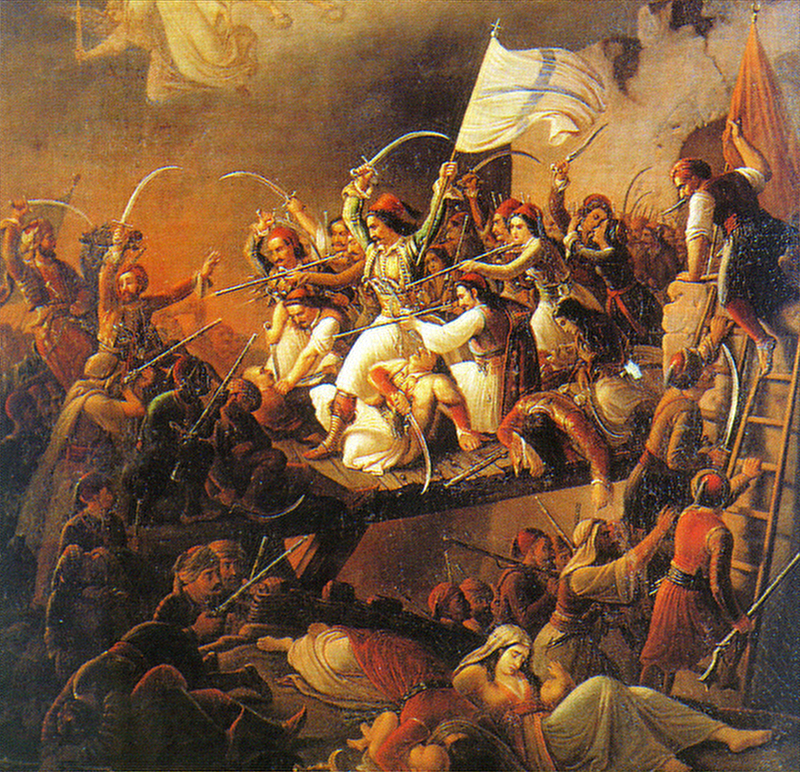
Эксодос Месолонгиона, художник Вризакис, Теодорос

Ёмкое греческое слово Эксодос (прорыв, исход) было использовано и в других языках применительно к другим историческим событиям, но для греков слова Эксодос и Мессолонги стоят рядом. Турки были оповещены сбежавшим к ним 15-летним Яннисом, который оказался обращенным в христианство в 1821 году (в 10-летнем возрасте) турчонком. Наступало Вербное Воскресение.
Осаждённые вышли в 02:15. Турки начали расстреливать осаждённых с подготовленных позиций, но первые две колонны бойцов пробились и прошли через рвы. Это не удалось колонне гражданских. Прорвавшиеся две колонны вели бой с турецкой кавалерией, египетской пехотой и иррегулярными албанцами в открытом поле прежде чем добрались до гор. Из 3 тысяч прорвались в горы 1250 бойцов, 300 гражданских лиц и только 13 женщин. Среди погибших были военачальник месолонгиотов Разикоцикас, Падиамантопулос (дед будущего французского поэта Жана Мореаса), инженер Коккинис, издатель газеты швейцарец Майер со своей женой. Среди погибших филэллинов были немецкий полковник Делони,польский полковник Джарджавский, барон Латербах и другие филэллины, имена которых в Греции помнят и чтят.

## В городе

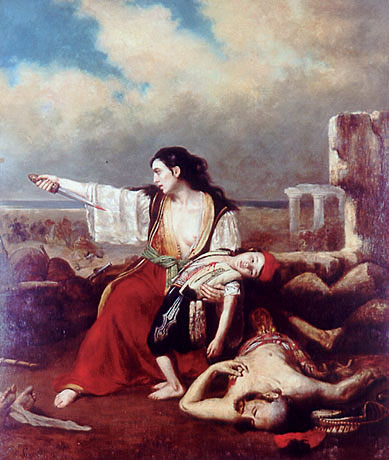
Episode of the siege of Messolonghi (1827). Messolonghi Pinacothèque

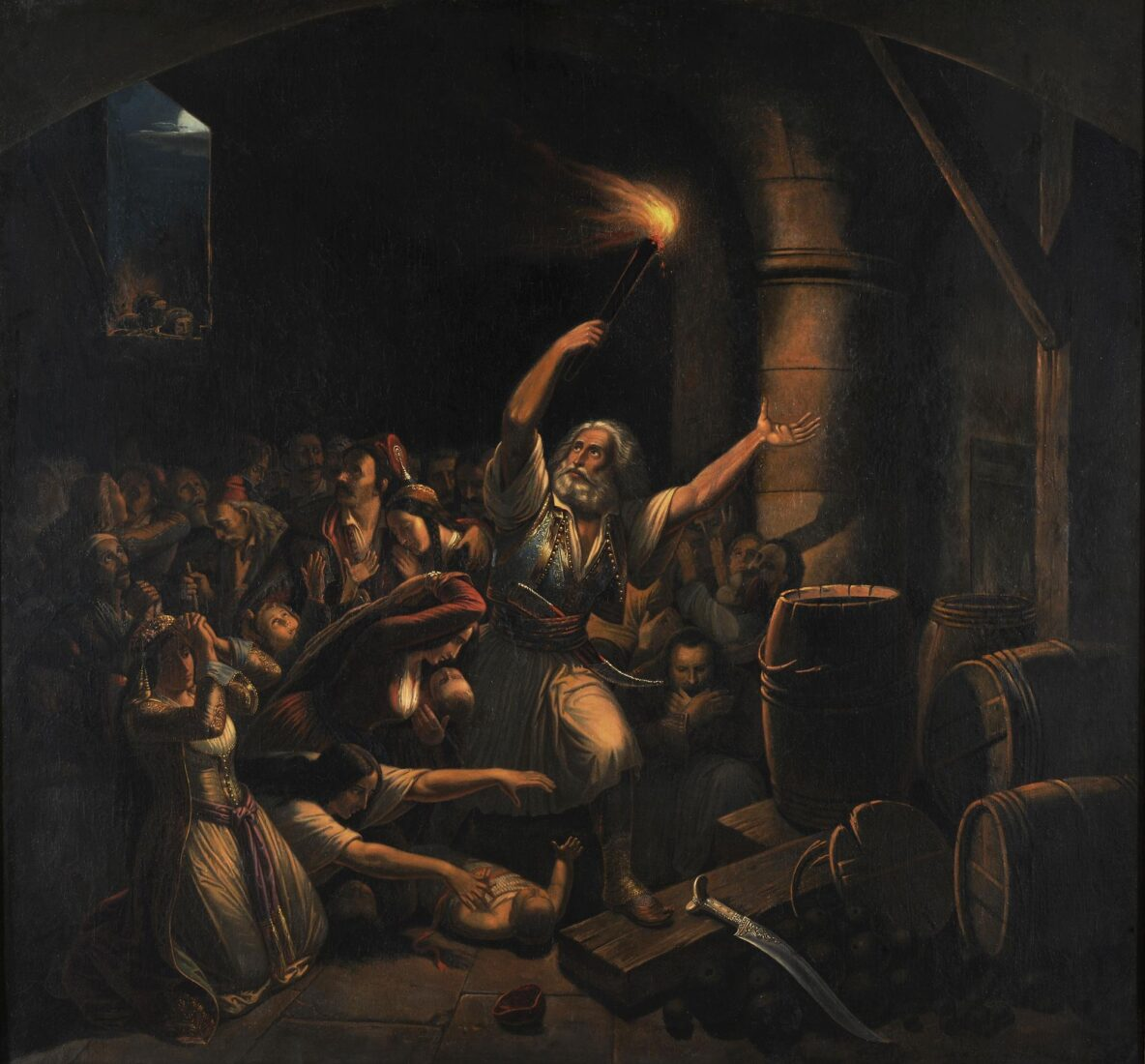
Художник Вризакис, Теодорос — Капсалис взрывает пороховой склад

Колонна гражданского населения не сумела прорваться и повернула к городу, но резня и порабощения начались у городского рва. Те, кто сумел войти в город, пытались занять бастионы, оказывая отчаянное сопротивление, но турки уже перешли стену. Священник Диамантис Сулиотис взрывает подкоп под Большим бастионом, а вслед за ним взрывают ещё 6 подкопов, отправляя в иной мир оказавшихся там турок. По всему городу идут вперемежку рукопашные бои и резня. Многие из гражданского населения, вспомнив Капсалиса, побежали к пороховому складу. Когда на складе не осталось свободного места, Капсалис выставил у окон молодых женщин и запер двери. В спешке турки и египтяне полезли на окна и на крышу. Когда турки ворвались, Капсалис подняв глаза к небу, со словами «Господи помилуй», взорвал погреб. Взрыв был услышан на большом расстоянии. На склонах гор, выжившие из прорыва перекрестились со словами «Капсалис взорвался».
Вооружённые раненые и больные продолжали сражаться до конца. Из 600 никто не выжил.
На рассвете 12 апреля держалась только прибрежная ветряная мельница. Здесь оборону возглавил епископ Иосиф (Рогон), который вернулся в город после неудавшегося прорыва гражданской колонны. Турки и египтяне осаждали её с суши и шлюпками. Немногочисленные защитники мельницы держались 2 дня без воды. Наконец, собравшись вокруг последнего бочонка пороха, последние защитники города решили положить конец своей жизни и обороне Мессолонги. Епископ дал добро архимандриту Герасиму Залогитису и тот взорвал бочонок. Епископа турки нашли полуживым. По приказу Ибрагима, окровавленный и весь в ожогах, епископ был повешен и умер на следующий день.

## Эпилог
В город срочно прибыли дипломаты из Патр. Британский консул Филипп Грин и австрийский аббат дон Микарели поздравили Ибрагима и Кютахью с триумфом «закона и порядка». Победители вскрыли и могилы. Грин взял «на память» два зуба от останков Маркоса Боцариса.
Отобрав предназначенных для рабства женщин и детей, 13 апреля турки отрезают у убитых уши, солят и отравляют в Константинополь как подтверждение своей победы. Дон Микарели пишет: «для точности, 3100 пар ушей».
Но действительная победа осталась за осаждёнными. Героическая оборона и прорыв Месолонгиона всколыхнула либеральную и революционную Европу вопреки желаниям монархов Священного союза. Мессолонги стал темой произведений художников Делакруа и Ланглуа, поэтов Гёте и Миллера, и поднял волну филэллинизма среди интеллигенции и молодёжи. «Героическая оборона Месолонгиона и исход из него продвинули Греческий вопрос как никакая греческая победа». Немецкий историк Мендельсон-Бартольди писал:

«В полном славы разрушении Месолонгиона были написаны большими и кровавыми буквами неразрешимая разница между эллинами и турками. Стало очевидно и ленивой и без энтузиазма дипломатии, что следует что-то предпринимать на Востоке, и что Движение греков невозможно замять и похоронить без шума».— 